# Isak Skogstad
Isak Skogstad, född den 17 juli 1992 i Kungälv är en svensk skribent, politisk expert och gymnasielärare. Han har profilerat sig som skoldebattör, och förespråkar ofta en mer traditionell och disciplinerad skola, med förslag som att avskaffa Barn- och elevombudet (BEO) samt införa mobilförbud och ordningsomdömen.

## Biografi
Skogstad är utbildad ämneslärare för gymnasieskolan, och tog sin examen 2017 vid Högskolan i Jönköping. Mellan 2015 och 2017 var han också ordförande för Lärarnas riksförbunds studerandeförening. Det är i rollen som skribent och skoldebattör som Skogstad synts mest. Han har sedan 2017 skrivit som gäst-krönikör och kolumnist på Göteborgs-Posten, med fokus på skolsystemet och trygghet för lärare och elever.
På en presskonferens den sjunde november 2019 presenterade Liberalernas partiledare Nyamko Sabuni att partiet rekryterat Skogstad som skolpolitisk expert. Hans arbetsuppgifter är att tillsammans med Sabuni och Roger Haddad, partiets skolpolitiska talesperson, arbeta fram en ny utbildningspolitik med bredare stöd i lärarkåren.